# エコリージョン
エコリージョン（英語: Ecoregion, Ecological region）とは、生物地理区より小さな生物地理学的地域。エコリージョンは、陸地および水圏の比較的大きな地域を含み、地理的に異なった特徴的な生態系の集合体を含む。エコリージョン間の違いは、その植物相・動物相・生物多様性の違いによって特徴づけられる。
他に、生態域（せいたいいき）・Bioregion（バイオリージョン、生物域）などの表記もあり、「生態系ブロック」などと言った表現も使っている例もある。
WWFは、地球上を825ヶ所の陸域のエコリージョンと約450ヶ所の淡水域のエコリージョンに分類している。

## 定義
世界自然保護基金（WWF）による定義が広く使われている。
エコリージョンは、地理的に異なった特徴的な生態系の集合体を含み、かつ次のような陸地および水圏の比較的大きな地域。
(a)その地域の大多数の生物種の活動が、その地域の中で行われ
(b)その地域の環境を特徴づける共通点を共有する範囲で
(c)持続可能な生態学的相互作用を維持している。

## 重要性
用語「エコリージョン」が使われるようになったことは、生態系および生態系の機能に対する関心が高まった結果である。特に、景観の研究・管理における空間的な範囲に関する問題が認識されたことが元になっている。つまり、「部分的な生態系の単純合計よりも、より大きい」総合的で関連を持った生態系群（＝エコリージョン・生態系ブロック）への理解が広がっている。多機能の景観を統合する方法において生態系に関する多くの試みがあり、農学者から環境保護論者まで様々な利害を持つグループが分析単位として「エコリージョン」を使っている。「グローバル200」は、WWFによって優先的に保護されるべきだと認定されたエコリージョンのリストである。このリストでは、238ヶ所のエコリージョンを、種多様性・固有性や特異性に基準を置いて選んでいる。

## 関連文献
英語:
- Olson, David M.; Dinerstein, Eric; Wikramanayake, Eric D.; et al. (2001). “Terrestrial ecoregions of the World: a new map of life on Earth”. BioScience 51 (11):  933–938. doi:10.1641/0006-3568(2001)051[0933:TEOTWA]2.0.CO;2.
- Burgess, Neil; Hales, Jennifer D'Amico; Underwood, Emma; Dinerstein, Eric; Olson, David; Illanga, Itoua; Schipper, Jan; Ricketts, Taylor et al. (2004). Terrestrial Ecoregions of Africa and Madagascar – A Conservation Assessment. Washington DC: Island Press 499 pp - アフリカの生育地に関して近年で最も包括的な総合書であり、保全計画の基礎として広く採用されてきた上、アフリカのバイオーム、エコリージョン、生育地の研究にとって有用なものである（Huntley (2019:32)）。
- Huntley, Brian J. (2019). “Angola in Outline: Physiography, Climate and Patterns of Biodiversity”. In Huntley, Brian J.; Russo, Vladimir; Lages, Fernanda et al.. Biodiversity of Angola: Science & Conservation: A Modern Synthesis. Springer Nature, Cham. pp. 15–42. doi:10.1007/978-3-030-03083-4_2. ISBN 978-3-030-03082-7, ISBN 978-3-030-03083-4